# Eugralla paradoxa
Eugralla paradoxa là một loài chim trong họ Rhinocryptidae.